# キッズパスポート
キッズパスポート（kids passport English after-school）とは、神奈川県横浜市青葉区にある民設民営の学童保育機能付きの英会話スクールである。

## 概要
学童保育としての機能に加えて、英語基礎、英会話、英語を使ったアクティビティなど英語学習に力を入れている。英語で預かるオールイングリッシュを採用した英会話学童保育である。2022年9月時点での在籍生徒数は100名以上。常時100名前後の生徒が在籍している。
教育福祉・飲食事業を手がける株式会社ソーシエ（ソーシエグループ）の英会話学童事業部であり、2015年に運営開始、2016年2月に開校された。キッズパスポートあかね台責任者は、同事業部事業長である西田幸次。
開校のきっかけはソーシエグループの教育福祉事業の展開である。近年高まる「子供の預かり保育」のニーズに応えるため、また関係者に英語の経験豊富な人材が多いために、英会話学童保育としての形を作った。
英会話学童ではあるが教科書を一切使わず、アクティビティを通じて英語を学ぶ独自のカリキュラムを採用している。
同学童保育で提供される食事では、グループ内の飲食事業部も関わっている。

### 教育理念
勉強しない英会話でより実践的な
英語力を身につけるアフタースクール

## 立地
校舎は都市部を避け、「あかね台熊の谷公園」前に設置されている。周辺は田園地帯が広がり、近隣の芋掘りや田植え、収穫手伝いなど農作業の体験も可能。理念は「地元でホームステイ」と校長が発表していることもあり、校舎内は海外風のインテリアを使用、海外文化に触れるイベントも開催されるなど、英語教育の他に多文化理解への学びも進めている。

### 対象地区
田奈小学校、桂小学校、恩田小学校、青葉台小学校、榎が丘小学校、奈良小学校、奈良の丘小学校、長津田小学校、長津田第二小学校、いぶき野小学校、成瀬中央小学校、成瀬台小、つくし野小学校、南成瀬小学校、長津田駅、つくし野駅
その他対象校は利用者によって毎年見直される。
送迎サービスもあり、学校から同校までの送迎を希望する場合は学校併設の「はまっ子」、「キッズ」もしくは「学童クラブ」への登録が必要。自宅からの送迎はキッズパスポートが指定した停留所、時間からの利用となり、自宅への直接送迎は行っていない。
専用駐車場が用意されているため、保護者の送迎は可能。